# Audi A5
Audi A5 je kompaktní luxusní automobil, vyráběný automobilkou Audi od roku 2007. Mezi karosářské verze patří kupé, kabriolet a „sportback“ (pětidvéřový liftback se splývavou zádí). Automobil je postaven na platformě MLB (Modular Longintudinal Matrix).
Od roku 2024 se u modelu Audi A5 přestaly vyrábět karosářské varianty kupé, kabriolet a sportback, které byly nahrazeny novými verzemi sedan a kombi (avant).

## První generace (2007–2016)
- A5 Sportback (4712 mm × 2020 mm × 1391mm) (délka × šířka × výška)
- A5 Coupé (4626 mm × 2020 mm × 1372 mm)
- A5 Cabriolet (4625 mm × 2020 mm × 1383 mm)
- S5 Sportback (4713 mm × 2020 mm × 1382 mm)
- S5 Coupé (4635 mm × 1981 mm × 1369 mm)
- S5 Cabriolet (4635 mm × 2020 mm × 1380 mm)
- RS5 Coupé (4649 mm × 2020 mm × 1366 mm)

### Motory

#### Benzínové
- 1,8 TFSI (125 kW / 170 k)
- 2,0 TFSI (165 kW / 225 k)
- 2,0 TFSI quattro (165 kW / 225 k)
- 3,0 TFSI quattro (200 kW / 272 k)
- 3,0 TFSI quattro (245 kW / 333 k) S (facelift)
- 3,2 FSI (195 kW / 265 k)
- 4,2 FSI quattro (260 kW / 354 k) S
- 4,2 FSI quattro (331 kW / 450 k) RS

#### Naftové
- 2,0 TDI (130 kW / 177 k)
- 2,0 TDI quattro (130 kW / 177 k)
- 2,0 TDI (140 kW / 190 PS)
- 2,7 TDI (140 kW / 190 PS)
- 3,0 TDI quattro (176 kW / 240 k)
- 3,0 TDI quattro (180 kW / 245 k)

## Druhá generace (2016–2024)
Druhá generace Audi A5 byla představena v červnu 2016.

### Motory

#### Benzínové
- 2,0 TFSI (140 kW / 190 k)
- 2,0 TFSI (185 kW / 252 k)
- 3,0 TFSI (260 kW / 354 k) S
- 2,9 TFSI (twin-turbo) (331 kW / 450 k) RS

#### Naftové
- 2,0 TDI (140 kW / 190 k)
- 3,0 TDI (160 kW / 218 k)
- 3,0 TDI (200 kW / 272 k)

## Třetí generace (2024–současnost)
Třetí generace Audi A5 byla představena v červenci 2024. Verze kupé ani kabriolet již nejsou nabízeny. Sedan je nyní vybaven karoserií liftback a nahrazuje tak jak A4 sedan, tak A5 sportback předchozí generace.

### Motory

#### Benzínové
- 2.0 TFSI (110 kW / 150 k)
- 2.0 TFSI (150 kW / 204 k)
- 2.0 TFSI quattro (150 kW / 190 k)
- 3.0 TFSI V6 (270 kW / 367 k)

#### Naftové
- 2.0 TDI (150 kW / 204 k)
- 2.0 TDI quattro (150 kW / 190 k)